# Jale İnan

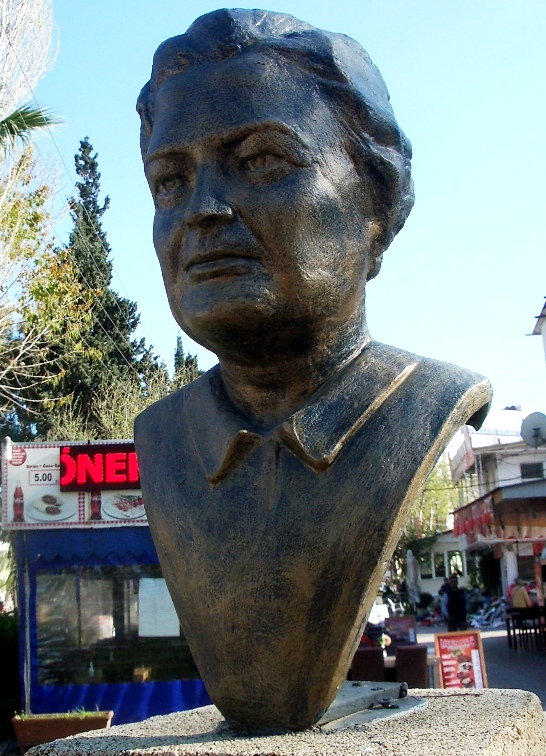
Büste von Jale İnan in einem öffentlichen Park in Kuşadası (Foto: 2015)

Jale İnan (* 1. Februar 1914 in Istanbul; † 26. Februar 2001 ebenda) war eine türkische Klassische Archäologin. Sie lehrte als Professorin für Klassische Archäologie an der Universität Istanbul.

## Leben
Jale İnan war die Tochter von Aziz Ogan, der ab 1918 für die Altertümer des Bezirks Izmir zuständig war und regelmäßig Archäologen als Gäste empfing, darunter Theodor Wiegand und Gerhart Rodenwaldt. Ogan wurde 1931 Direktorin des Archäologischen Museums Istanbul. 1934 schrieb İnan sich für das Medizinstudium in Istanbul ein, da noch kein Lehrstuhl für Archäologie in der Türkei existierte. Als sie ein Deutschlandstipendium erhielt, wechselte sie 1935 nach Berlin und München, studierte dort Klassische Archäologie und wurde im März 1943 bei Rodenwaldt mit der Arbeit Kunstgeschichtliche Untersuchung der Opferhandlungen auf römischen Münzen promoviert. Noch im Jahr 1943 reiste sie zurück in die Türkei, um die Assistenz am Lehrstuhl für Alte Geschichte und Numismatik der Universität Istanbul anzutreten. 1944 heiratete sie den Bauingenieur Mustafa İnan, später Professor an der Technischen Hochschule Istanbul. 1947 wurde sie Assistentin bei Arif Müfid Mansel, dem ersten türkischen Ordinarius für Klassische Archäologie.
İnan habilitierte sich 1953 und wurde 1963 Professorin; 1975 trat sie Mansels Nachfolge auf dem Lehrstuhl an. Mehrfach führten sie Auslandsaufenthalte an das Deutsche Archäologische Institut Berlin und Rom sowie an das Institute for Advanced Study in Princeton, USA. Ihre Feldforschungen in Perge und Side waren grundlegend für die Entwicklung der Archäologie und Denkmalpflege in der Türkei.
2022 wurde sie von der Suchmaschine Google mit einem Doodle geehrt.

## Publikationen (Auswahl)
- mit Elisabeth Alföldi-Rosenbaum: Roman and early Byzantine portrait sculpture in Asia Minor. London 1966.
- Roman sculpture in Side (= Researches in the region of Antalya. 8). Ankara 1975.
- mit Elisabeth Alföldi-Rosenbaum: Römische und frühbyzantinische Porträtplastik aus der Türkei. Neue Funde. Mainz 1979, ISBN 3-8053-0391-2.
- Toroslar'da bir antik kent: Lyrbe? Seleukeia? Ankara 1998. (= Kazi monografileri dizisi. 5). ISBN 975-7538-93-0.
- Perge'nin Roma Devri Heykeltraşlığı. Band 1: Istanbul 2000, ISBN 975-6899-50-6, Band 2: Istanbul 2003, ISBN 975-6899-87-5.